# 迈克·韦斯特
迈克·韦斯特（英語：Mike West，1964年8月4日—），加拿大男子游泳运动员。他曾代表加拿大参加1984年夏季奥林匹克运动会游泳比赛，获得男子4×100米混合泳接力银牌和男子100米仰泳铜牌。